# Dieta Japoniei
Dieta Japoniei (国会 Kokkai?) este legislatura Japoniei.

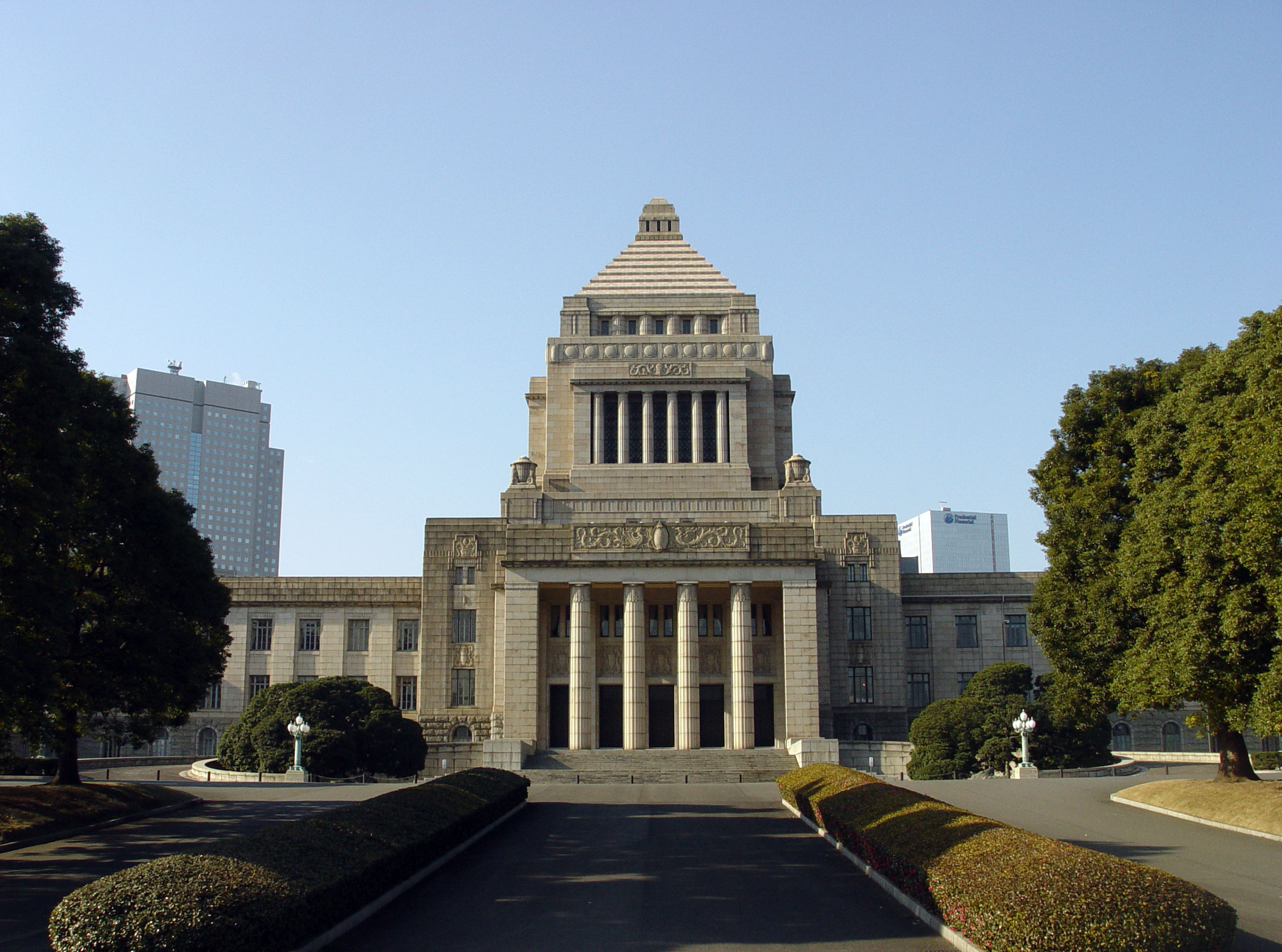
Clădirea Dietei

Își are începutul în 1889, iar sediul este în cartierul Nagatachō, sectorul Chiyoda din Tokio.
Este compusă din două Camere: „Camera Reprezentanților” (480 de reprezentați) și „Camera Consilierilor” (242 de membri). Toți sunt aleși în alegeri populare: jumătate din cei 242 din „Camera Consilierilor” (tot la 3 ani) pe o perioadă de 6 ani, iar cei din „Camera Reprezentanților” ori de câteori sunt alegeri (la maxim 4 ani). Pentru „Camera Reprezentanților” vârsta minimă de a fi canditat este 25 de ani, iar pentru „Camera Consilierilor”, 30 de ani.
Sesiunea de bază durează 150 de zile (începând din ianuarie), dar sesiuni extraordinare se țin ori de câte ori este nevoie.
Dieta îl instruiește pe Împărat la numirea și înlăturarea șefilor ramurilor executivă și judiciară.